# Tempesta

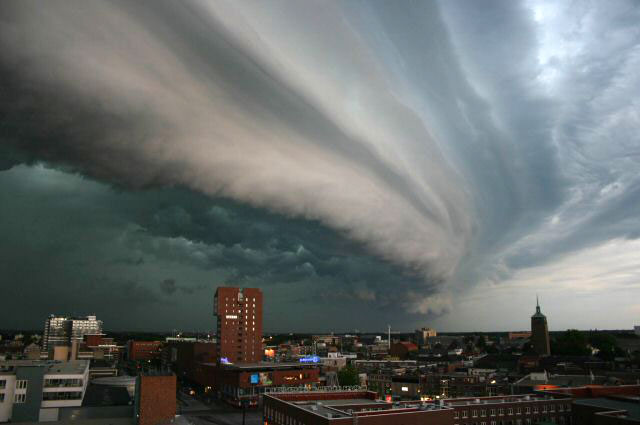
Nubi associate a un forte temporale sopra Enschede, Paesi Bassi

Una tempesta è un qualunque stato violento dell'atmosfera di un corpo celeste, che colpisce la sua superficie apportando condizioni meteorologiche severe. Può essere caratterizzato da vento forte, tuoni e fulmini (un temporale), precipitazioni intense, anche di ghiaccio (tempesta di ghiaccio), o da vento che trasporta alcune sostanze attraverso l'atmosfera (come nelle tempeste di sabbia, di neve, di grandine, ecc.).

## Descrizione

### Tipologia
Esistono molte varietà e nomi per le tempeste.
- Bufera - Precipitazione atmosferica caratterizzata dalla presenza di vento molto forte, neve, pioggia e grandine[1].
- Tormenta o tempesta di neve - Esistono varie definizioni per la tormenta, a seconda del tempo e del luogo. In generale, una tormenta è accompagnata da venti molti forti, nevicate intense (accumulando uno strato di almeno 5 centimetri all'ora) e condizioni di freddo intenso (approssimativamente al di sotto di -10 gradi Celsius). Il criterio di suddivisione a seconda della temperatura è caduto in disuso negli Stati Uniti.[2]
- Tempesta di ghiaccio - Le tempeste di ghiaccio sono una delle più pericolose forme di tempo invernale. Quando le temperature della superficie sono al di sotto della temperatura di congelamento, ma un sottile strato di aria sopra l'aria congelata rimane al di sopra del livello del suolo, la pioggia può cadere nello strato congelante e congelare all'impatto. In genere sono necessari 8 millimetri di accumulo, specialmente in combinazione con condizioni ventose, per far crollare i cavi delle linee elettriche o i rami degli alberi.[3] Le tempeste di ghiaccio inoltre rendono il manto stradale troppo scivoloso per potervi guidare sopra. Le tempeste di ghiaccio possono variare nel giro di ore o giorni e possono bloccare sia piccole città sia grandi centri urbani.

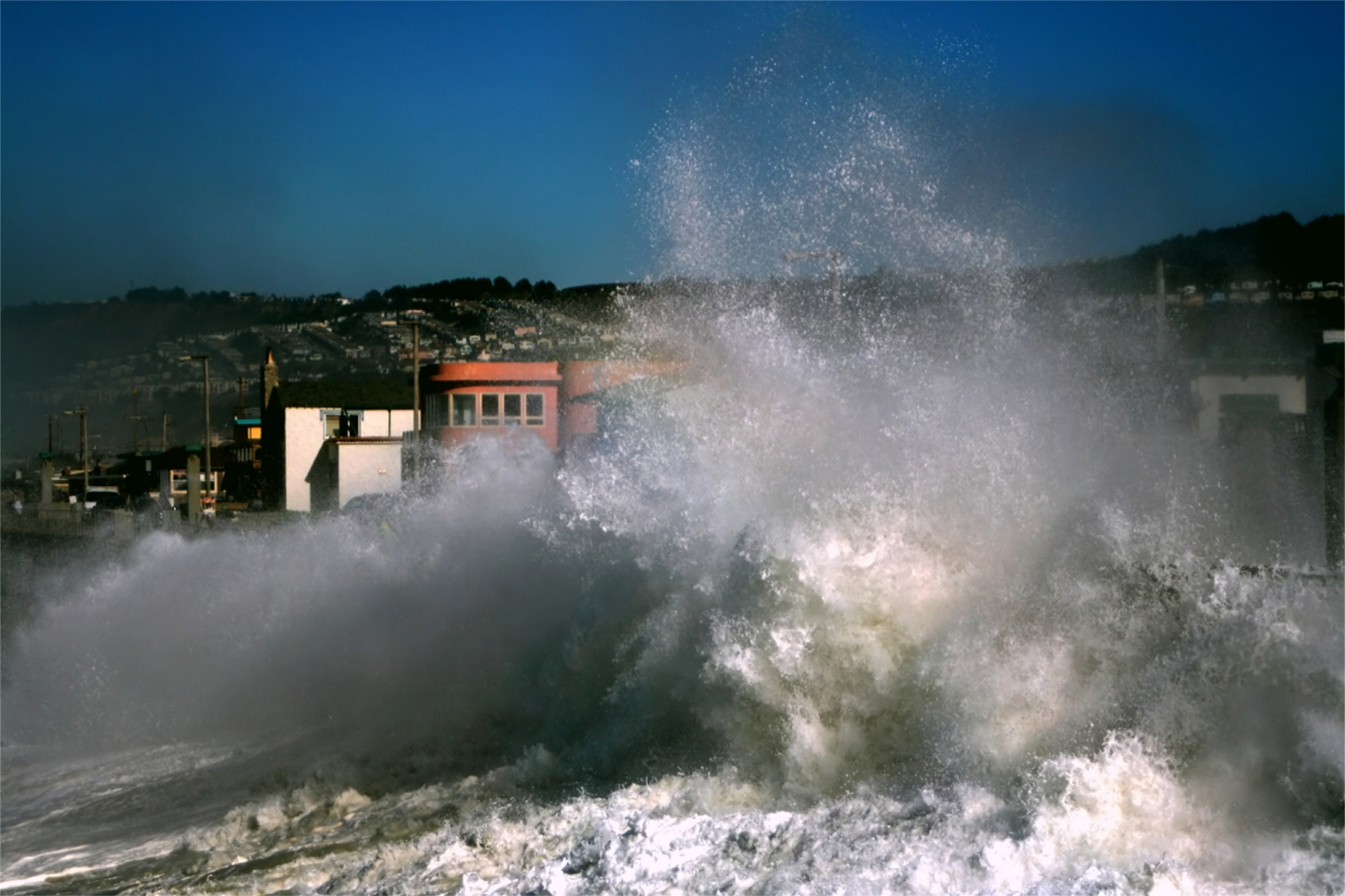
Tempesta marina a Pacifica, California

- Tempesta marina -  Condizioni di tempesta in mare sono definite da venti sostenuti di 48 nodi (90 km/h) o superiori.[4] Questi sistemi possono affondare navi di ogni tipo e dimensione.
- Tempesta di fuoco - Le tempeste di fuoco sono conflagrazioni che raggiungono una tale intensità da creare e mantenere i propri sistemi di vento. È principalmente un fenomeno naturale, che si genera durante i più grandi incendi boschivi. L'incendio di Peshtigo è un esempio di tempesta di fuoco. Le tempeste di fuoco possono anche essere deliberatamente provocate per la distruzione di obiettivi, come avvenuto per il bombardamento di Dresda e per i bombardamenti di Tokyo durante la seconda guerra mondiale. Le detonazioni nucleari generano quasi immancabilmente tempeste di fuoco.
- Diavolo di sabbia - Piccolo, localizzato fenomeno di aria ascendente.
- Tempesta di vento - Condizione meteorologica severa per venti forti e poca pioggia (o nulla), come le tempeste di vento europee.
- Burrasca - Tempesta extratropicale con venti sostenuti tra i 34 e i 48 nodi (63–90 km/h).[4]
- Temporale - Un temporale è un tipo di tempesta che genera fulmini e conseguenti tuoni, normalmente accompagnato da intense precipitazioni. I temporali avvengono in tutto il mondo, con maggiore frequenza nelle foreste pluviali delle regioni tropicali, dove sussistono condizioni di alta umidità e temperatura insieme con instabilità atmosferica. Queste tempeste avvengono quando alti livelli di condensa si formano in un volume di aria instabile con un conseguente profondo e rapido spostamento verso l'alto nell'atmosfera. Il calore genera potenti correnti ascensionali di aria che turbinano verso la tropopausa. L'aria fredda discendente produce forti correnti d'aria discensionali al di sotto della tempesta. Le singole nuvole possono misurare dai 2 ai 10 km.

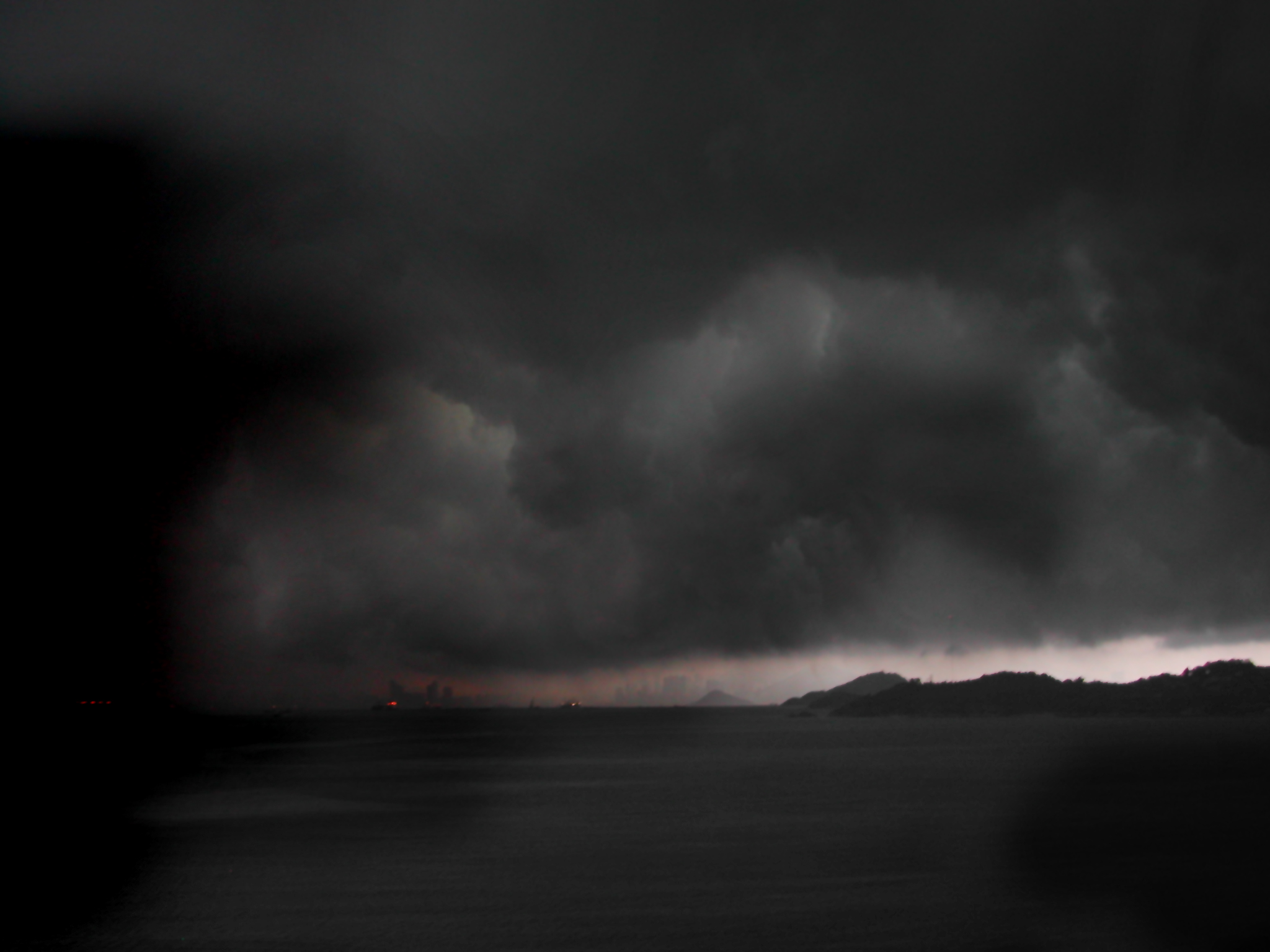
Pesante tempesta portata dal tifone Sanvu a Hong Kong. Sanvu è stato il primo tifone del 2005 a passare sopra la città.

- Ciclone tropicale - Un ciclone tropicale è una tempesta caratterizzata dall'essere un sistema in cui la circolazione è chiusa intorno a un centro di bassa pressione, alimentato da calore rilasciato quando l'aria umida risale e condensa. Il nome sottolinea le sue origini nei tropici e la sua natura ciclonica. I cicloni tropicali si distinguono dalle altre tempeste cicloniche come nor'easter o depressioni polari per il meccanismo calorico con cui vengono alimentate, che le rende sistemi a "nucleo caldo". I cicloni tropicali si formano negli oceani se le condizioni nell'area sono favorevoli e, a seconda della loro forza e posizione, vengono chiamati in modo diverso, come depressione tropicale, tempesta tropicale, uragano o tifone.[5]
- Tempesta di grandine - Un tipo di tempesta in cui le precipitazioni sono costituite da pezzi di ghiaccio. Le tempeste di grandine avvengono usualmente durante normali temporali. Mentre la maggior parte della grandine che precipita dalle nuvole è relativamente piccola e non pericolosa, ci sono casi in cui grandine con diametro superiore ai 5 centimetri ha causato molti danni e feriti.
- Tromba d'aria - Una tromba d'aria (o comunemente "tornado") è una tempesta di vento violenta, di limitata estensione ma potenzialmente distruttiva che avviene sulla terraferma. Usualmente appare come un corpo scuro a forma di imbuto. Spesso i tornado sono preceduti da temporali e da un wall cloud. Sono spesso definite le tempeste più distruttive: possono formarsi ovunque, eccetto che in Antartide. La zona più a rischio, comunque, si trova negli Stati Uniti, la Tornado Alley.

### Formazione

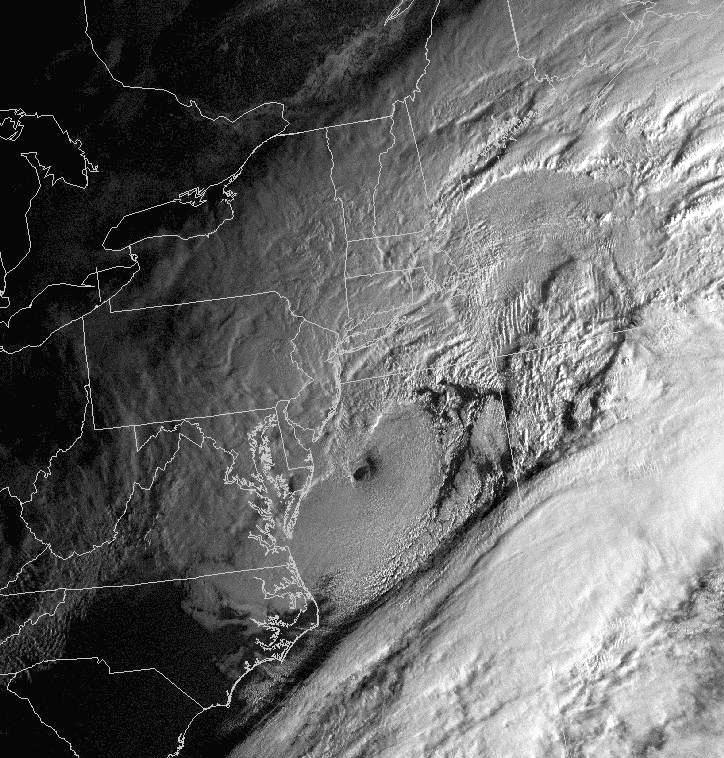
Immagine satellitare del fenomeno meteorologico responsabile della tormenta che ha colpito una vasta zona dell'America del Nord nel 2006. Al centro dell'immagine si può notare un occhio simile a quello di un uragano.

Le tempeste si formano quando si sviluppa un centro di bassa pressione, con un sistema di alta pressione che lo circonda. Questa combinazione di forze opposte può dare origine a venti e causare la formazione di nubi di tempesta, come i cumulinembi. Piccole, localizzate aree di bassa pressione possono formarsi in seguito alla risalita di aria calda dal suolo caldo, producendo piccoli disturbi come diavoli di sabbia e vortici.

### Classificazione
La definizione meteorologica di tempesta terrestre è un vento di 10 o più sulla scala di Beaufort, il che significa vento a una velocità di 24,5 m/s (89 km/h) o più; l'uso popolare del termine è invece meno restrittivo. Le tempeste possono durare dalle 12 alle 200 ore, a seconda della stagione e del luogo geografico. Le tempeste nell'est e nel nordest degli Stati Uniti sono note per la maggiore frequenza di ripetizione e durata, specialmente durante i periodi freddi. Le grandi tempeste terrestri alterano le condizioni oceanografiche che successivamente possono influire sull'abbondanza e sulla distribuzione del cibo: forti correnti, forti maree, aumento dell'insabbiamento, modifiche alla temperatura dell'acqua, ecc.

### Tempeste extraterrestri

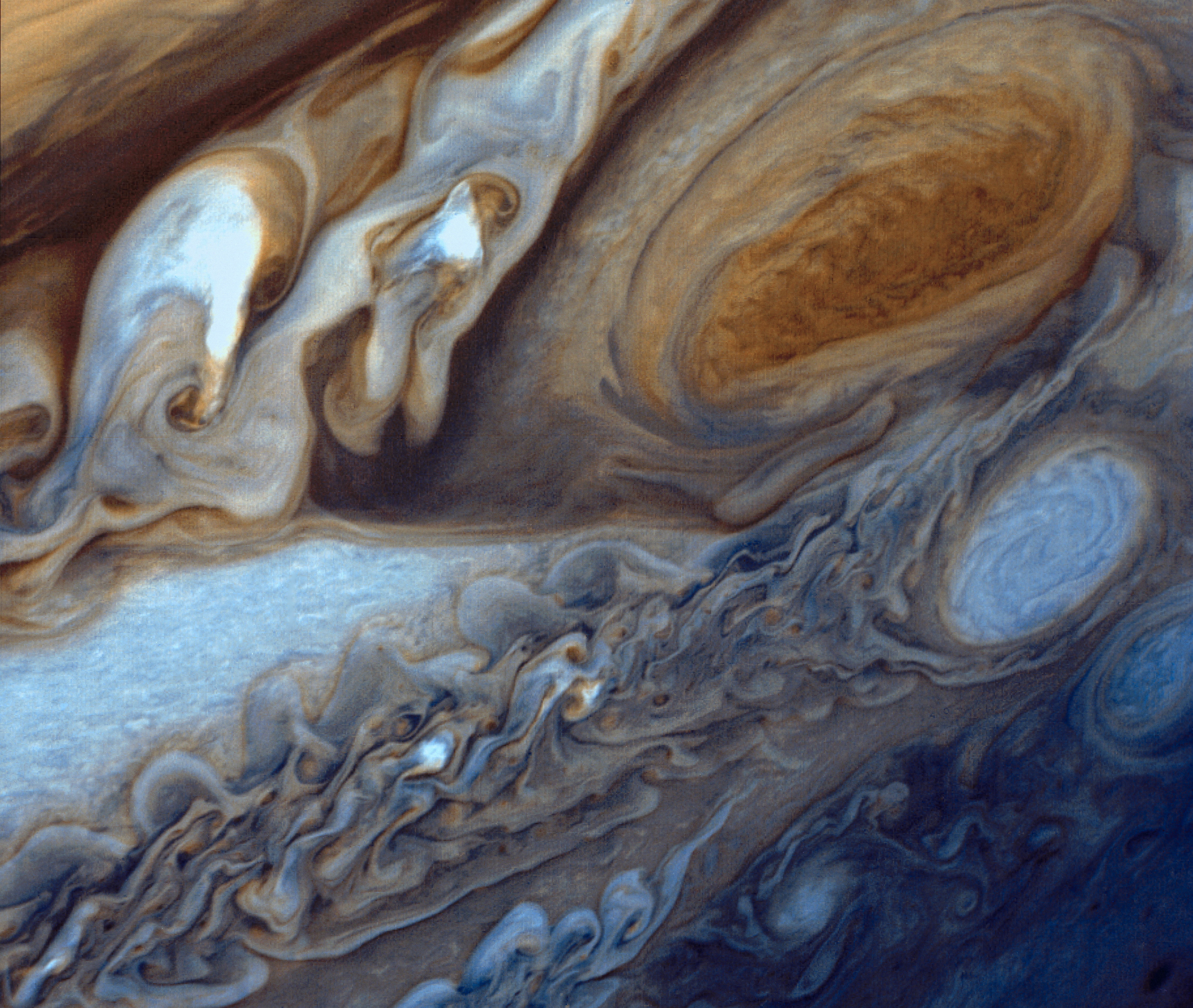
La Grande Macchia Rossa di Giove

Le tempeste non sono fenomeni che avvengono solo sulla Terra; anche altri pesanti corpi celesti con un'atmosfera sufficiente (giganti gassosi in particolare) sono affette da clima tempestoso. Un esempio è la Grande Macchia Rossa di Giove.
Anche se si tratta di un'enorme tempesta anticiclonica, questa tempesta è grande come la Terra e sta avvenendo da 340 anni con venti che raggiungono la velocità di 400 km\h, quando fu osservata dall'astronomo Galileo Galilei. Anche Nettuno ha la sua tempesta, conosciuta come Grande Macchia Scura.
Nel settembre del 1994, il telescopio spaziale Hubble ha usato la Wide Field and Planetary Camera 2 per fotografare le tempeste su Saturno, generate da flussi di aria calda, simili ai cumulinembi terrestri. L'estensione da ovest verso est di una tempesta osservata era uguale al diametro della Terra; la tempesta è stata osservata precedentemente nel settembre 1990 e nominata "tempesta del drago".

## Tempeste in arte e cultura
Secondo la Bibbia, una tempesta gigante inviata da Dio avrebbe inondato la Terra. Noè e la sua famiglia, oltre che numerosi animali, sarebbero entrati nell'Arca di Noè, e "in quello stesso giorno, eruppero tutte le sorgenti del grande abisso e le cateratte del cielo si aprirono". Le acque avrebbero ricoperto anche le più alte montagne, superandole in altezza di quindici metri, e tutte le creature viventi sarebbero morte; solo Noè e coloro che erano con lui sull'Arca si sarebbero salvati.
Nella mitologia greca vi sono numerosi dei delle tempeste: Cimopolea, la dea delle tempeste marine; Egeone, il dio delle tempeste marine violente; e Aiolos, custode delle tempeste di vento e delle burrasche.

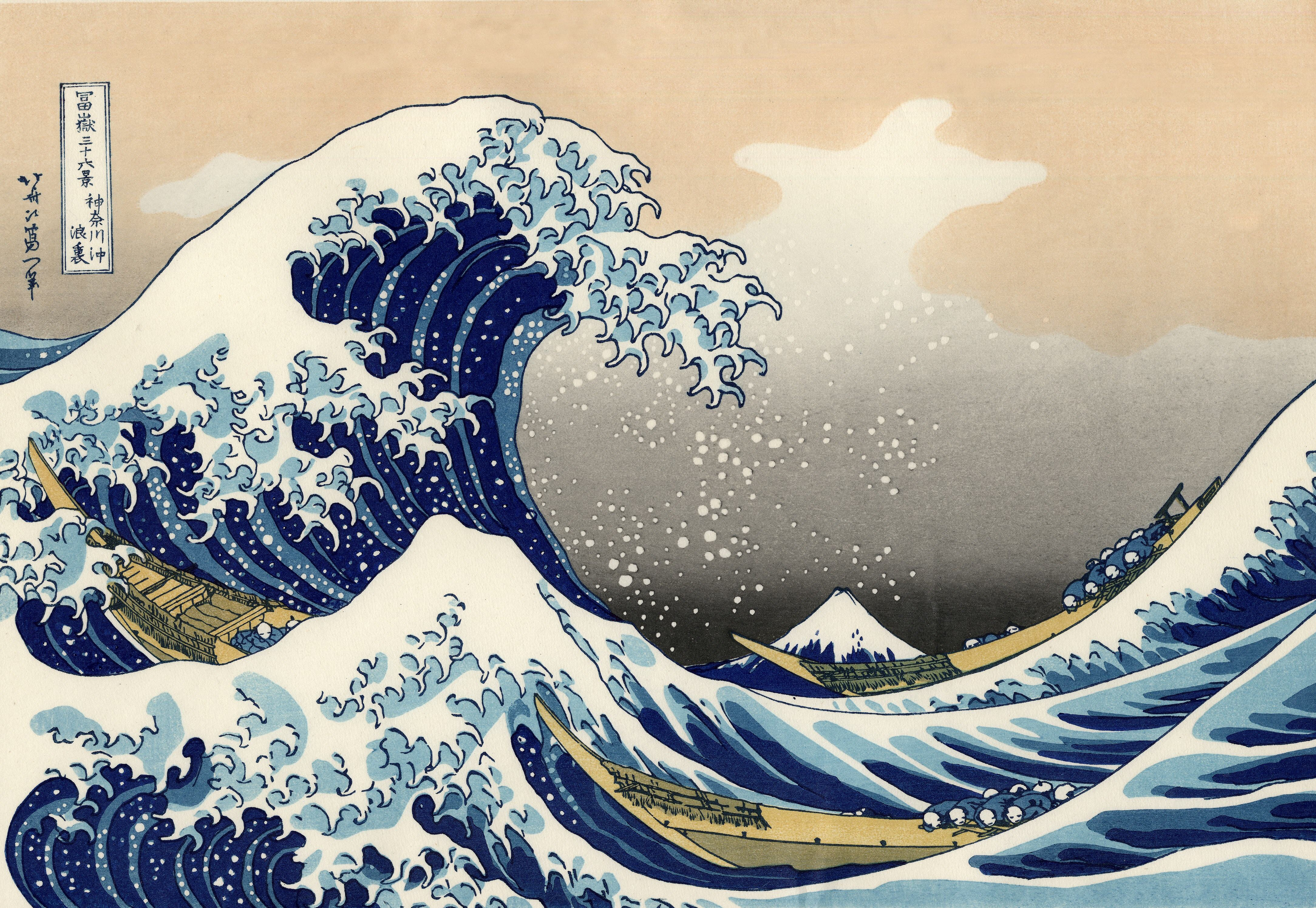
La grande onda di Kanagawa, stampa Ukiyo-e di Katsushika Hokusai

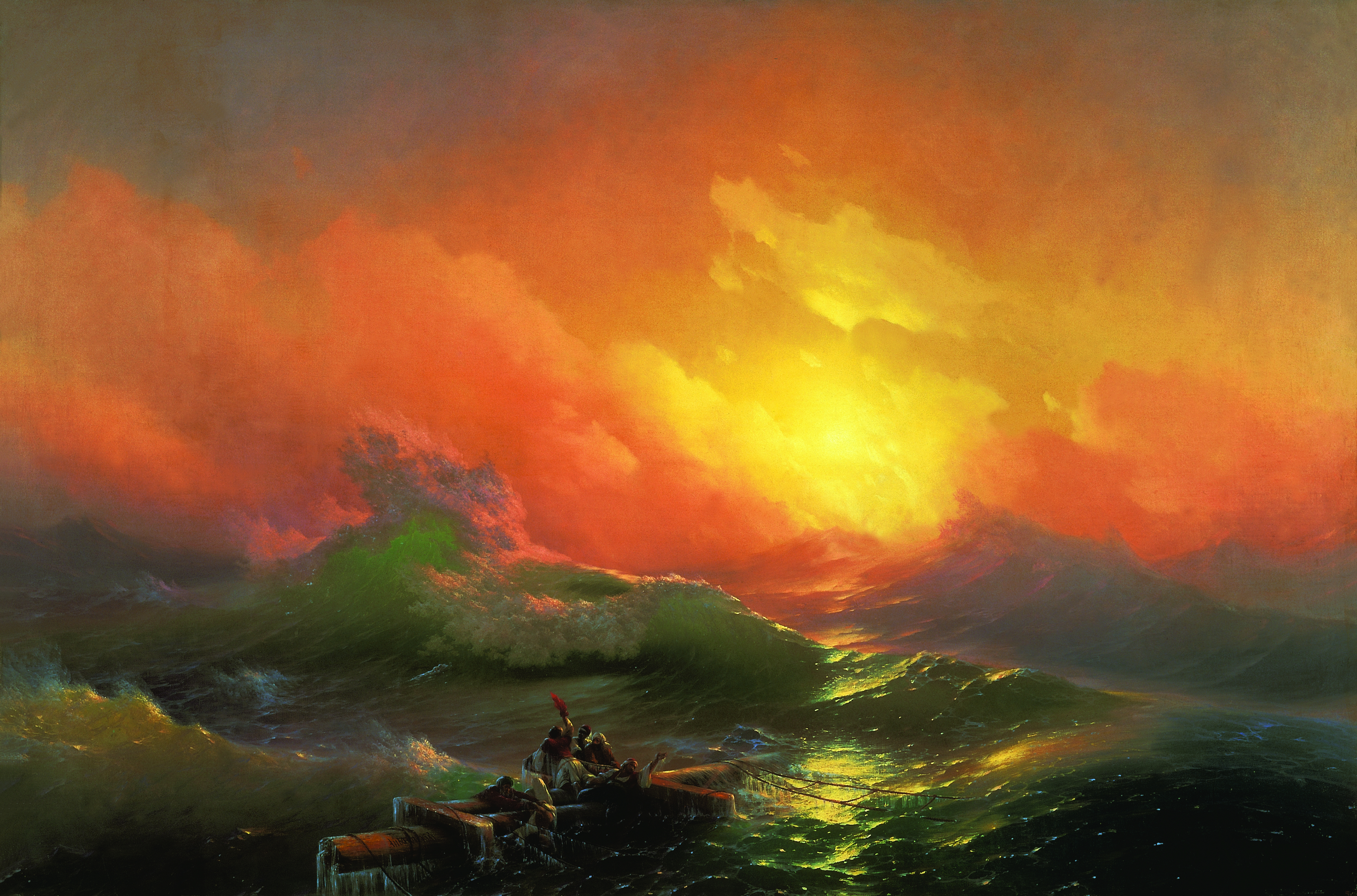
La nona onda, opera pittorica del 1850 di Ivan Konstantinovič Ajvazovskij

La commedia di William Shakespeare La tempesta (1611) fu basata su un incidente: Sir Thomas Gates, futuro governatore della Virginia, era in viaggio verso l'Inghilterra partendo da Jamestown; intanto, tra Cuba e le Bahamas infuriava un uragano già da due giorni. Anche se uno dei piccoli vascelli della flotta era affondato all'altezza degli Stretti della Florida, i rimanenti sette vascelli raggiunsero la Virginia diversi giorni dopo la tempesta. La bandiera della flotta, chiamata Sea Adventure, scomparve e fu presumibilmente persa. Accadde un piccolo colpo di fortuna alla nave affondata e al suo equipaggio quando approdarono alle Bermuda. Il vascello fu danneggiato per la presenza di un banco di coralli, ma tutti i marinai a bordi sopravvissero per quasi un anno sull'isola. I coloni britannici reclamarono l'isola e rapidamente si stabilirono alle Bermuda. Nel maggio del 1610 partirono per Jamestown, questa volta arrivando a destinazione.
Il pittore romantico William Turner e Ivan Konstantinovič Ajvazovskij hanno creato alcune delle più sublimi rappresentazioni di mari in tempesta fermamente impresse nell'immaginario collettivo. Le rappresentazioni di Turner delle potenti forze naturali hanno reinventato il tradizionale paesaggio marino durante la prima metà del XIX secolo. Al momento di partire per i suoi viaggi in Olanda, l'artista ha preso nota delle familiari grandi onde del mare inglese trasformandole in onde affilate, improvvise, irregolari tipiche di una tempesta olandese. Un caratteristico esempio del drammatico paesaggio marino di Turner è l'opera intitolata La nave negriera (The Slave Ship) del 1840. Aivazovsky ha lasciato diverse migliaia di turbolente tele in cui ha gradatamente eliminato le figure umane e il contesto storico per focalizzarsi su elementi essenziali quali luce, mare e cielo. La sua grandiosa opera intitolata Nona onda del 1850 è un'ode al coraggio umano di fronte agli elementi.